# Cmentarz ewangelicki w Szamocinie (Warszawa)

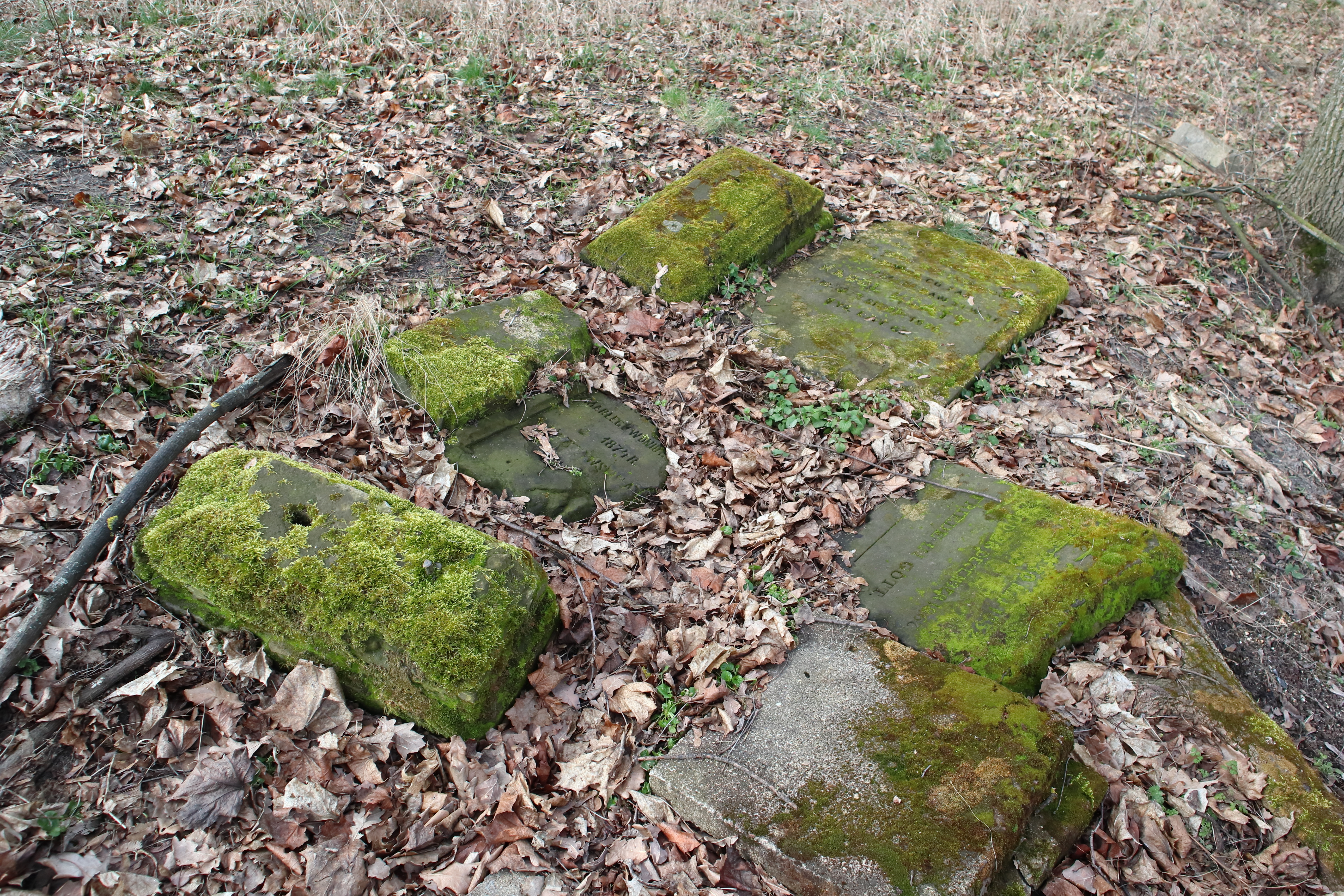
Pozostałości nagrobków

Cmentarz ewangelicki w Szamocinie – nieczynny cmentarz ewangelicki położony na terenie osiedla Szamocin w warszawskiej dzielnicy Białołęka przy ul. Szamocin 13A i Konturowej.
Cmentarz stanowił miejsce pochówku dla zamieszkujących niegdyś Szamocin osadników niemieckich. Do czasów obecnych nie zachowały się żadne ślady po dawnym cmentarzu, jednak od 2019 teren cmentarza ujęty jest w gminnej ewidencji zabytków m.st. Warszawy.